# Olló-tétel

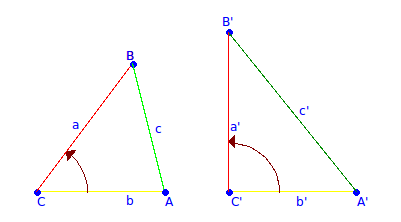

A geometriában az olló-tétel azt állítja, hogy ha két háromszögben két-két oldal páronként egyenlő, és az általuk közrefogott szög kisebb az elsőben, mint a másodikban, akkor a harmadik oldal is kisebb az elsőben, mint a másodikban. Ez az állítás szerepel Eukleidész Elemek című könyvében (I. könyv, 24. tétel).
Hogy jobban megértsük a tételt, gondoljunk egy ollóra: ahogy nagyobbra nyitjuk, azaz növeljük a szárai közti szöget, akkor a két élének a hegye közti távolság is növekszik.
Az olló-tétel analogonja igaz a hiperbolikus és a gömbi térben is, utóbbi esetben bizonyos megszorításokkal.
A tétel megfordítása is igaz: ha két háromszögben két-két oldal páronként egyenlő, és a harmadik oldal kisebb az elsőben, mint a másodikban, akkor két oldal által közrefogott szög is kisebb az elsőben, mint a másodikban.